# Obercastrop
Obercastrop war eine Bauerschaft, später Landgemeinde im Bereich des heutigen Kreises Recklinghausen. Obercastrop wurde bereits 1220 urkundlich erwähnt. Die drei Gemeinden Castrop, Obercastrop und Behringhausen schlossen sich am 1. April 1902 zur Stadt Castrop zusammen, die am 1. April 1926 in Castrop-Rauxel aufging. Der Stadtteil hatte am 31. Dezember 2024 6.196 Einwohner.
Am Ort entspringt der Obercastroper Bach in einer Siepenquelle; er mündet im Landwehrbach.